# Chad Michael Murray
Pour les articles homonymes, voir Murray.
Chad Michael Murray, né le 24 août 1981 à Buffalo dans l'État de New York, est un acteur, réalisateur, scénariste, producteur, écrivain et mannequin américain.
Il est principalement connu pour son rôle de Lucas Scott dans la série télévisée américaine Les Frères Scott (2003-2012) et celui de Nick Jones dans le film d'épouvante La Maison de cire (2005). 

## Biographie

### Enfance
Chad Michael Murray est né le 24 août 1981 à Buffalo, dans l'État de New York. Son enfance est difficile, il est abandonné par sa mère à l'âge de dix ans et le manque de moyens de sa famille lui vaut de nombreuses moqueries. Il garde aujourd'hui un très mauvais souvenir de sa scolarité. Il est cependant sportif et aspire à une carrière professionnelle de football américain. À quinze ans, il se blesse pendant un match et doit être hospitalisé pendant quatre mois. C'est là que des infirmières lui conseillent de s'essayer au mannequinat. Deux ans plus tard, il participe à un salon sur la mode et se fait repérer par un agent californien, qui l'encourage à poursuivre son rêve d'acteur et lui demande de venir le rejoindre à Hollywood.

### Carrière
En 1999, Chad Michael Murray obtient son diplôme du lycée et prend donc la direction d'Hollywood où il pose pour des marques telles que Skechers, Tommy Hilfiger, ou encore Gucci[réf. souhaitée]. Il obtient aussi des petits rôles dans des séries et téléfilms, et même un film. 
À peine un an après son arrivée en Californie, il accède aux rôles réguliers en étant choisi pour incarner, aux côtés d'Alexis Bledel, Tristan DuGray dans la nouvelle série Gilmore Girls diffusée sur la chaîne américaine The WB. Après un an, son contrat pour Gilmore Girls touche à sa fin et la chaîne lui propose d’enchaîner avec le rôle de Charlie dans la cinquième saison de la série Dawson aux côtés de James Van Der Beek, Katie Holmes, Joshua Jackson et Michelle Williams.
Après cela, Chad Michael Murray joue dans l'épisode Les dés sont jetés de la série Experts et dans le téléfilm Aftermath. Il obtient ensuite le rôle principal du téléfilm de la WB The Lone Ranger (en), et fait son retour au cinéma dans Freaky Friday : Dans la peau de ma mère aux côtés de Jamie Lee Curtis et de Lindsay Lohan. 
En 2003, la WB revient vers l'acteur pour lui proposer un premier rôle dans la nouvelle série Les Frères Scott. La série deviendra rapidement un succès et, de 2004 à 2006, il a l’opportunité de jouer dans trois films : Comme Cendrillon aux côtés d'Hilary Duff, La Maison de cire aux côtés de Paris Hilton, Jared Padalecki et Elisha Cuthbert, et Les Soldats du désert aux côtés de Samuel L. Jackson, Jessica Biel et 50 Cent.
Par ailleurs, dans la mesure où l'équipe des Frères Scott a pour habitude de confier la réalisation d'épisodes à certains des acteurs, Chad Michael Murray devient réalisateur le temps d'un épisode de la sixième saison. Il a aussi l'occasion d'en écrire un sur le thème des années 1940. En mai 2009, après six saisons des Frères Scott, l'acteur quitte la série avec sa partenaire Hilarie Burton et reviendra lors d'un épisode de la neuvième et dernière saison.
Rapidement après son départ de la série, on peut apercevoir Chad Michael Murray dans le clip de la nouvelle chanson d'Alicia Keys, Un-thinkable (I'm Ready), issue de son album The Element of Freedom. Ce clip met en évidence les problèmes interraciaux en Amérique des années 1950 à de nos jours. De 2010 à 2014, il tourne dans deux téléfilms, Le Secret d'Eva et L'Ange des neiges, et dans deux épisodes de la série Southland. Il est aussi présent au cinéma dans six films : To Write Love on Her Arms (en), Fruitvale Station, The Haunting in Connecticut 2: Ghosts of Georgia , Cavemen (en), A Madea Christmas et Le Chaos au côté de Nicolas Cage.
De 2013 à 2014, Chad Michael Murray est choisi pour interpréter Jacob Orr dans une vingtaine d'épisodes des saisons 2, 3, et 4 de la série Chosen. Puis, en 2015, il joue dans les cinq épisodes de la mini-série Texas Rising (en). À partir de cette même année, il est à l'affiche de la nouvelle série Marvel, Agent Carter, où il interprète un vétéran de la Seconde Guerre mondiale en 1946. Parallèlement à la série, il est de retour au cinéma dans les films Other People's Children et Outlaws and Angels où il a à chaque fois le premier rôle. On le voit aussi dans un épisode de la saison 1 de Scream Queens. En 2016, Agent Carter s'arrête après deux saisons pour cause d'audiences trop faibles. 
En 2017, Chad Michael Murray devient l'une des vedettes de la nouvelle série Sun Records (en) qui retrace l'histoire de l'émergence de quatre légendes du rock'n'roll, Jerry Lee Lewis, Johnny Cash, Carl Perkins et Elvis Presley, qui avaient enregistré un quatuor dans le studio de la maison de disques Sun Records en 1956. Chad Michael Murray interprète Sam Phillips, le directeur de la maison de disque qui a découvert ces talents. La série prend fin après une saison de huit épisodes.
En 2018, l'acteur est à l'affiche du téléfilm dramatique La Maison sur la plage, du thriller Camp Cold Brook (en), et du téléfilm La Surprise de Noël. On l'aperçoit ensuite dans 8 épisodes de la saison 3 de la série musicale Star et il apparaît dans le clip d'une des chansons tirées de la série.
En février 2019, il est annoncé qu'il rejoint le casting de la saison 3 de la série à succès Riverdale pour un rôle récurrent. Il jouera finalement dans sept épisodes. On le retrouve par la suite dans le film Virtual Games et le téléfilm de noël Five Cards for Christmas.
En 2021, il a été choisi pour jouer le tueur en série Ted Bundy dans le film Ted Bundy: American Boogeyman (en) de Daniel Farrands aux côtés de Holland Roden. Il est également à l'affiche du film Fortress, puis de sa suite, Fortress: Sniper's Eye (en), aux côtés de Bruce Willis, Jesse Metcalfe et Shannen Doherty.

### Romans
En décembre 2011, Chad Michael Murray publie son premier roman, Everlast, qui raconte l'histoire d'un jeune homme faisant face à l'apocalypse. Le livre se présente sous la forme d'une BD. 
En novembre 2017, il publie son second roman, American Drifter, coécrit avec la romancière de best-sellers Heather Graham Pozzessere. L'ouvrage raconte l'histoire d'un soldat américain qui part à Rio De Janeiro. Il existe une version audio de ce roman, lue par Chad Michael Murray lui-même.

### Philanthropie
Depuis quelques années, Chad Michael Murray soutient un hôpital de la ville de Buffalo dans lequel son père et lui sont nés. Il a notamment fait un don de 20 000 $ en 2015. En 2016, il crée plusieurs lignes de vêtements (avec parfois des références aux Frères Scott) dont une partie des bénéfices de la vente est reversée à cet hôpital mais aussi à la fondation Eric Wood qui vient en aide à des patients atteints de maladies et de handicaps.

### Vie personnelle

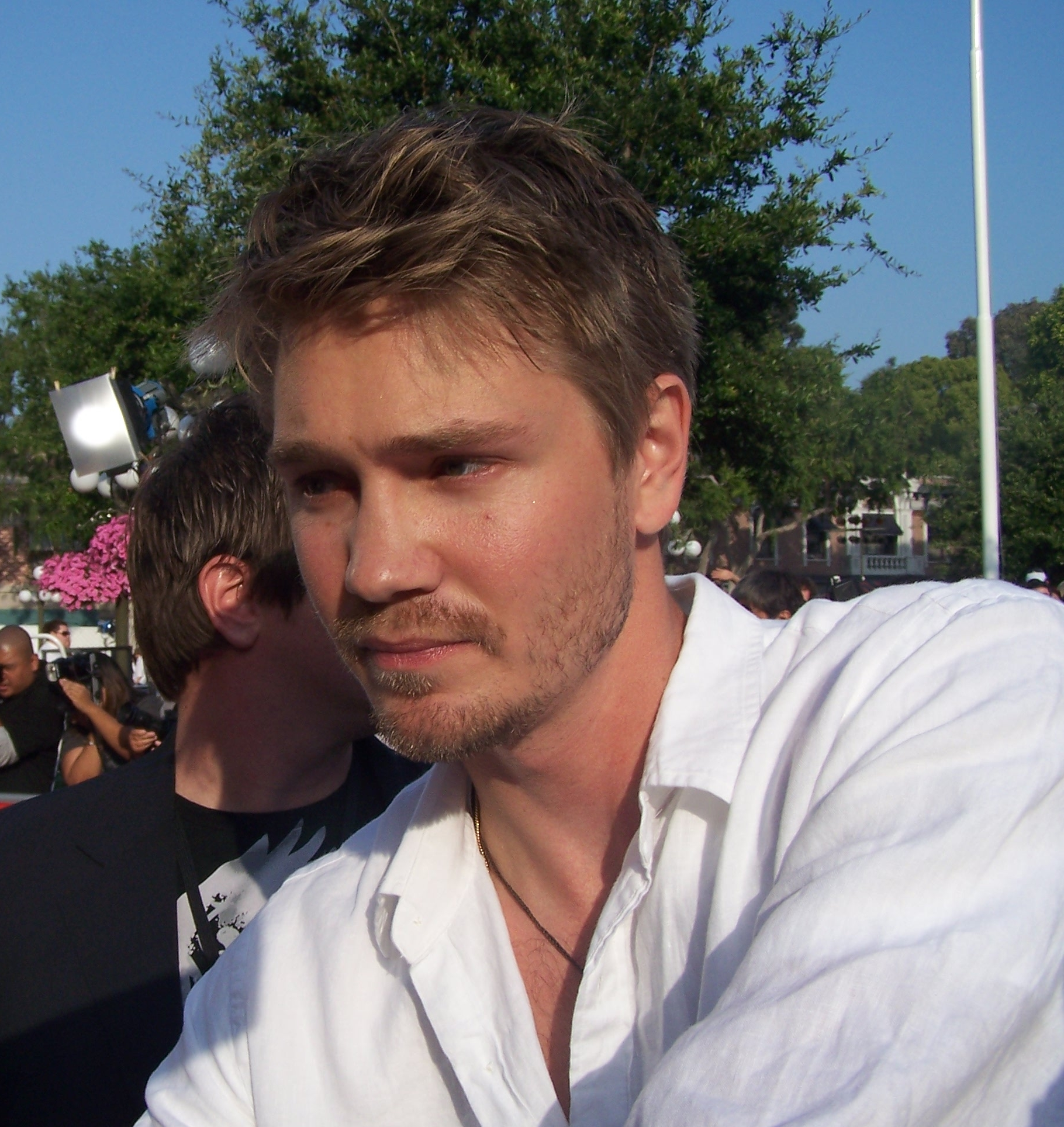
Chad Michael Murray.

Après un an de relation avec Sophia Bush, sa partenaire des Frères Scott, Chad Michael Murray la demande en mariage en mai 2004, et ils se marient le 16 avril 2005 à Santa Monica en Californie. Le couple se sépare quelques mois plus tard, en septembre 2005 et le divorce est prononcé en décembre 2006 pour cause d'infidélité de la part de Chad à qui on a pu prêter une liaison avec l'actrice Paris Hilton sur le tournage de La Maison de cire,.
Peu après sa séparation d’avec l'actrice, Chad Michael Murray s'affiche avec une figurante des Frères Scott, Kenzie Dalton, de sept ans sa cadette, qui interprétait Kenzie, la jolie pom-pom girl blonde. Ils se fiancent en avril 2006 mais se séparent 7 ans plus tard, en août 2013. 
Dès novembre 2013, il aura une relation de 6 mois avec l'actrice australienne Nicky Whelan,.
Depuis juillet 2014, Chad Michael Murray est en couple avec l'actrice Sarah Roemer. Le 20 janvier 2015, on apprend qu'ils se sont mariés en secret,, et qu'ils attendent leur premier enfant. Le 31 mai 2015, Chad Michael Murray devient pour la première fois papa d'un petit garçon, et on apprend, le 8 novembre 2016, qu'ils attendent leur deuxième enfant. Sarah met au monde, le 14 mars 2017, une petite fille. Le 8 juillet 2023 sur Instagram, il annonce avec sa femme qu'ils attendent un troisième enfant, une fille.

## Filmographie

### Cinéma
- 2001 : La Prophétie des ténèbres 2 (en) (Megiddo: The Omega Code 2) de Brian Trenchard-Smith : David Alexander à l'âge de 16 ans
- 2003 : Freaky Friday : Dans la peau de ma mère (Freaky Friday) de Mark Waters : Jake
- 2004 : Comme Cendrillon (A Cinderella Story) de Mark Rosman : Austin Ames
- 2005 : La Maison de cire (House of Wax) de Jaume Collet-Serra : Nick Jones
- 2006 : Les Soldats du désert (Home of the Brave) de Irwin Winkler : Jordan Owens
- 2011 : The Carrier de Scott Schaeffer : Thatcher (court-métrage)
- 2012 : To Write Love on Her Arms (en) de Nathan Frankowski : Jamie Tworkowski
- 2013 : Fruitvale Station de Ryan Coogler : officier Ingram
- 2013 : The Haunting in Connecticut 2: Ghosts of Georgia (The Haunting in Connecticut 2: Ghosts of Georgia) de Tom Elkins : Andy Wyrick
- 2013 : A Madea Christmas de Tyler Perry : Tanner
- 2014 : Cavemen (en) de Herschel Faber : Jay Stone
- 2014 : Le Chaos (Left Behind) de Vic Armstrong : Buck Williams
- 2015 : Other People's Children de Liz Hinlein : P.K. - également producteur exécutif
- 2016 : Outlaws and Angels de J.T. Mollner : Henry
- 2017 : Camp Cold Brook (en) d'Andy Palmer : Jack
- 2019 : Virtual Games (Max Winslow and the House of Secrets) de Sean Olson (en)
- 2020 : Survivre (Survive the Night) de Matt Eskandari : Rich
- 2021 : Ted Bundy: American Boogeyman (en) de Daniel Farrands : Ted Bundy
- 2021 : Jeu de survie (Survive the Game) de James Cullen Bressack : Eric
- 2021 : Killing Field (Fortress) de James Cullen Bressack : Frederick Balzary
- 2022 : Fortress: Sniper's Eye de James Cullen Bressack : Frederick Balzary
- 2024 : La Mère de la mariée de Mark Waters : Lucas
- 2024 : The Merry Gentlemen de Peter Sullivan : Luke
- 2025 : Freaky Friday 2 : Encore dans la peau de ma mère (Freakier Friday) de Nisha Ganatra : Jake

### Télévision

#### Téléfilms
- 2001 : Murphy's Dozen de Gavin O'Connor
- 2003 : La Route de la liberté (Aftermath) de Lorraine Senna : Sean
- 2003 : The Lone Ranger (en) de Jack Bender : The Lone Ranger / Luke Hartman
- 2010 : Le Secret d'Eva (Lies in Plain Sight) de Patricia Cardoso : Ethan McAllister
- 2010 : L'Ange des neiges (Christmas Cupid) de Gil Junger : Patrick Kerns
- 2018 : La Maison sur la plage (The Beach House) de Roger Spottiswoode : Brett Beauchamps
- 2018 : La Surprise de Noël (Road to Christmas) de Allan Harmon : Danny Wise
- 2019 : Cinq cartes de voeux pour Noël (Write Before Christmas) de Pat Williams : Luke
- 2020 : L'Amour de sa vie (Love in Winterland) de Pat Williams (en) : Brett Hollister
- 2020 : Noël comme chien et chat (Too Close for Christmas) de Ernie Barbarash : Paul Barnett
- 2021 : Couleurs de l'amour (Colors of Love) de Bradley Walsh : Joël Sheehan
- 2021 :  Coup de foudre à Sand Dollar Cove (Sand Dollar Cove) de Fred Gerber : Brody Bradshaw
- 2021 :  Noël sous son aile (Angel Falls Christmas) de Jerry Ciccoritti : Gabe
- 2021 : The Holiday Train de Bradley Walsh : Kevin Vaughn
- 2023 : Un Noël à sauver (Christmas on Windmill Way) de Don McBrearty : Brady Schaltz
- 2024 : The Merry Gentlemen de Peter Sullivan : Luke

### Pilotes et projets télévisés
- 2012 : Scruples de Michael Sucsy : Spider Elliott

#### Séries télévisées
- 2000 : À poil! (Undressed) : Dan (saison 2, épisode 17)
- 2000-2001 : Gilmore Girls : Tristan Dugray (11 épisodes[20])
- 2000 : Diagnostic : Meurtre (Diagnosis Murder) : Ray Santucci (saison 8, épisode 6)
- 2001-2002 : Dawson : Charlie Todd (12 épisodes[21])
- 2002 : Les Experts (CSI: Crime Scene Investigation) : Tom Haviland (saison 3, épisode 2)
- 2003-2012 : Les Frères Scott (One Tree Hill) : Lucas Scott (rôle principal, 132 épisodes[22]) - également scénariste d'un épisode[23] et réalisateur d'un autre épisode[24]
- 2013 : Southland : officier Dave Mendoza (2 épisodes[25] - saison 5, épisodes 1 et 2)
- 2013-2015 : Chosen : Jacob Orr (18 épisodes[26])
- 2015 : Texas Rising (en) : Mirabeau Lamar (mini-série, 5 épisodes[27])
- 2015-2016 : Agent Carter : Jack Thompson (14 épisodes[28])
- 2015 : Scream Queens : Brad Radwell, le frère de Chad (saison 1, épisode 10)
- 2017 : Sun Records (en) : Sam Phillips (mini-série qui débute en février 2017 sur CMT[29])
- 2018 : Star : Xander McPherson (saison 3, récurrent)
- 2019 : Riverdale : Edgar Evernever (saison 3, récurrent)
- 2023 : Retour à Sullivan's Crossing (Sullivan's Crossing) : Cal Jones (rôle principal)

### Clips vidéos
- 2010 : Un-Thinkable (I'm Ready) de Alicia Keys

## Distinctions

### Récompenses
- 2004 : Bravo Otto de la meilleure star masculine de télévision dans une série télévisée dramatique pour Les Frères Scott (One Tree Hill) (2003-2012) pour le rôle de Lucas Scott.
- 2004 : Teen Choice Awards de la meilleure révélation masculine dans une série télévisée dramatique pour Les Frères Scott (One Tree Hill) (2003-2012) pour le rôle de Lucas Scott.
- 2004 : Teen Choice Awards de la meilleure révélation masculine dans une comédie romantique pour Comme Cendrillon (2004).
- 2005 : Teen Choice Awards du meilleur acteur dans un thriller horrifique pour La Maison de cire (2005).
- 2005 : Teen Choice Awards de l'acteur le plus hot dans un thriller horrifique pour La Maison de cire (2005).
- 10e cérémonie des Teen Choice Awards 2008 : Meilleure révélation masculine dans une série télévisée dramatique pour Les Frères Scott (One Tree Hill) (2003-2012) pour le rôle de Lucas Scott.

### Nominations
- 2004 : Teen Choice Awards du meilleur acteur dans une série télévisée dramatique pour Les Frères Scott (One Tree Hill) (2003-2012) pour le rôle de Lucas Scott.
- Teen Choice Awards 2005 :
  - Meilleure scène d'amour dans une comédie romantique pour Comme Cendrillon (2004) partagées avec Hilary Duff.
  - Meilleur baiser dans une comédie romantique pour Comme Cendrillon (2004) partagées avec Hilary Duff.
  - Meilleure alchimie dans une comédie romantique pour Comme Cendrillon (2004) partagées avec Hilary Duff.
  - Meilleure bagarre dans un thriller horrifique pour La Maison de cire (2005) partagée avec Elisha Cuthbert et Brian Van Holt.
- Teen Choice Awards 2005 :
  - Meilleur acteur dans une série télévisée dramatique pour Les Frères Scott (One Tree Hill) (2003-2012) pour le rôle de Lucas Scott.
  - Meilleure alchimie dans une série télévisée dramatique pour Les Frères Scott (One Tree Hill) (2003-2012) partagée avec James Lafferty.
- 2006 : Prism Award de la meilleure performance masculine dans une série télévisée dramatique pour Les Frères Scott (One Tree Hill) (2003-2012) pour le rôle de Lucas Scott.
- 2006 : Teen Choice Awards du meilleur acteur dans une série télévisée dramatique pour Les Frères Scott (One Tree Hill) (2003-2012) pour le rôle de Lucas Scott.
- 2019 : Burbank International Film Festival du  meilleur acteur dans un thriller de science-fiction pour Virtual Games (Max Winslow and the House of Secrets) (2019).

## Voix francophones
En France, Yoann Sover est la voix française régulière de Chad Michael Murray depuis la série Les Frères Scott en 2003. 
En France
| - Yoann Sover dans : - The Lone Ranger (en) (téléfilm) - Les Frères Scott (série télévisée) - Le Secret d'Eva (téléfilm) - L'Ange des neiges (téléfilm) - To Write Love on Her Arms (en) - Southland (série télévisée) - Le Chaos - Riverdale (série télévisée) - La Maison sur la plage (téléfilm) - La Surprise de Noël (téléfilm) - Noël comme chien et chat (téléfilm) - L'Amour de sa vie (téléfilm) - Couleurs de l'amour (téléfilm) - Coup de foudre à Sand Dollar Cove (téléfilm) - Jeu de survie - Fortress - Fortress: Sniper's Eye (en) - Un Noël à sauver (téléfilm) - Retour à Sullivan's Crossing (série télévisée) - The Merry Gentlemen (en) - Freaky Friday 2 : Encore dans la peau de ma mère | - Maël Davan-Soulas dans : - Gilmore Girls (série télévisée) - Freaky Friday : Dans la peau de ma mère - Les Soldats du désert - Nicolas Matthys dans : - Chosen (série télévisée) - Virtual Games Et aussi - Pascal Nowak dans Dawson (série télévisée) - Axel Kiener dans La Maison de cire - Charles Uguen dans Star (série télévisée) - Thibaut Lacour dans Cinq cartes de vœux pour Noël (téléfilm) - Tony Marot dans Survivre - Jérôme Pauwels dans La Mère de la mariée |